# Galeria Rondo Sztuki
Galeria Rondo Sztuki – galeria wystawiennicza zlokalizowana na górnym piętrze nowoczesnego budynku o kształcie kopuły z 2007, który znajduje się na katowickim rondzie gen. J. Ziętka. Jest to galeria Akademii Sztuk Pięknych w Katowicach, finansowana przy wsparciu Miasta Katowice.
Rondo Sztuki dysponuje dwiema galeriami, w których organizowane są wystawy z zakresu grafiki, fotografii, malarstwa, plakatu, dizajnu i ilustracji książkowej. Galeria promuje zarówno artystów lokalnych, związanych z uczelnią, jak i artystów światowej sławy. Swoje wystawy mieli między innymi Dušan Kallay, Maciej Bieniasz, Lex Drewiński, Waldemar Świerzy czy Erwin Sówka. Dzięki stałej współpracy z Instytucją Kultury Ars Cameralis, Rondo Sztuki było również gospodarzem wystaw Davida Lyncha, Jake'a i Dinosa Chapman, Ilyi i Emilii Kabakov, Jean-Michel Alberola, Santiago Sierra czy Pablo Picasso.
Rondo Sztuki organizuje również cykliczne koncerty (pod nazwą Rondo Muzyki), prezentacje młodego dizajny w ramach Witryny Dizajnu, spotkania ze współczesnymi pisarzami (Poczytalność), z  polskimi fotografami (Poza Kadrem), z twórcami komiksów (Kto zabił polski komiks?).
W 2011, jako jedyna śląska instytucja, Rondo Sztuki zostało zaproszone do współorganizacji kulturalnego programu polskiej prezydencji w parlamencie europejskim. W jego ramach opracowało i zrealizowało w pełni autorski 5 tygodniowy projekt TAKK! (Tymczasowa Akcja Kulturalna Katowice!).
Pieczę nad programem galerii sprawuje Rada Programowa Ronda Sztuki, obecnie w składzie:
- prof. Antoni Cygan (rektor ASP w Katowicach),
- prof. Marian Oslislo (ASP w Katowicach, Wydział Projektowy),
- dr Anna Machwic-Adamkiewicz (dziekan Wydziału Projektowego ASP w Katowicach),
- prof. Jacek Rykała (ASP w Katowicach, Wydział Artystyczny),
- dr hab. Lesław Tetla (dziekan Wydziału Artystycznego ASP w Katowicach),
- dr hab. Grzegorz Hańderek (ASP w Katowicach, Wydział Artystyczny),
- dr Anna Pohl (ASP w Katowicach, Wydział Projektowy),
- Marek Zieliński (Instytucja Kultury ARS CAMERALIS),
- Adrian Chorębała (menedżer Ronda Sztuki).